# BRP Nestor Acero
Le BRP Nestor Acero (PG-901) est le navire de tête des canonnières de patrouille de classe Acero de la marine philippine. Il a été mis en service dans la marine philippine le 28 novembre 2022 et est actuellement en service actif dans la force de combat littorale de la flotte philippine.
Il porte le nom du soldat de première classe Nestor F. Acero, PN (Marines), qui était un engagé volontaire du Corps des Marines des Philippines. Il a été récipiendaire à titre posthume de la Médaille de la bravoure des forces armées des Philippines, la plus haute distinction militaire des Philippines pour courage.
Les 26 et 27 novembre 1972, Acero est affecté comme fusilier dans la 7e compagnie de Marines à Jolo, dans la province de Sulu, lorsque sa compagnie et la 8e compagnie de Marines attaquent une colline défendue par environ 500 rebelles Moros. Les marines rencontrèrent une forte résistance et subirent des pertes. Une retraite a finalement été ordonnée au niveau du bataillon. Cependant, Acero soignait un camarade blessé et il a choisi de couvrir le repli du reste de son unité. Il a été tué au combat.

## Historique
En 2019, la marine philippine a décidé l’acquisition d’une nouvelle classe de patrouilleurs côtiers (CPIC) capables d’être équipées de missiles et basées sur la conception israélienne Shaldag V, pour remplacer les navires d’attaque rapide de classe Tomas Batillo qui ont été retirées du service,.
Un contrat a été signé entre le Ministère de la Défense nationale, Israel Shipyards Ltd. et le ministère de la Défense israélien le 9 février 2021, et l’avis de procéder a été publié le 27 avril 2021,.
Le premier navire de la classe, le BRP Nestor Acero (PG-901), a été lancé le 26 juin 2022 et a donné son nom à la classe,. Le bateau est arrivé aux Philippines avec son sister-ship le BRP Lolinato To-ong (PG-902) au début du mois de septembre 2022, et a été baptisé le 6 septembre 2022,. Les deux navires ont été mis en service par la marine philippine le 28 novembre 2022 et ont été affectés à la Force de combat littorale,. Ce sont les deux premiers navires livrés et mis en service sur les neuf premiers navires d’interdiction d’attaque rapide commandés par la marine philippine dans le cadre de ce projet.
L’utilisation de « PG » dans le numéro de coque indique que les bateaux sont classés comme des canonnières de patrouille, sur la base des normes de classification de dénomination de 2016 de la marine philippine.

## Conception
Cette classe de navires a été conçue pour transporter un canon mitrailleur Mk44 Bushmaster II monté à l’avant, sur la tourelle télécommandée Rafael Typhoon Mk 30-C, et deux mitrailleuses lourdes Browning M2HB de 12,7 × 99 mm OTAN (calibre .50) montées sur des tourelleaux télécommandés Rafael Mini Typhoon.
C’est également l’un des rares navires de la classe à ne pas disposer lors de sa mise en service d’un lanceur de missiles Rafael Typhoon MLS-NLOS pour les missiles sol-sol Spike-NLOS, bien que le bateau ait été équipé pour ce lanceur de missiles. Il est prévu d’intégrer une telle arme à l’avenir.
En juillet 2024, le BRP Nestor Acero a fait l’objet d’une mise à niveau de son système de « filet de combat » (BNET) par le fabricant de défense israélien Rafael Advanced Defense Systems. Cette mise à niveau a été validée par un essai en mer près de la baie de Manille et de Cavite, impliquant le PG-901 et cinq autres navires de classe Acero. Cet essai en mer a eu lieu le 4 juillet, et a permis de tester la connectivité et la portée du système BNET amélioré, les communications incluant la voix, le chat et le relais de flux vidéo. Cette amélioration renforce les capacités opérationnelles du navire, assurant une communication en temps réel pour mener des opérations navales en réseau,.

## Déploiements opérationnels
Le BRP Nestor Acero a été déployé dans la zone de responsabilité du Commandement des forces navales de l’ouest de Mindanao. Il est arrivé le 8 décembre 2022 à la jetée Enseigne Majini, à la base navale Romulo Espaldon à Zamboanga.